# Сіссі — молода імператриця
«Сіссі — молода імператриця» — австрійський фільм 1956, режисера Ернста Марішки в якому знялися Ромі Шнайдер та Карлгайнц Бем. Це друга частина трилогії фільмів про життя знаменитої імператриці Австрії і королеви Угорщини, Єлизавети Баварської, що також відома під іменем «Сіссі».
Фільм був презентований у 1957 на Каннському кінофестивалі.

## Сюжет
Після чудового весілля Сіссі живе у палаці разом із чоловіком, свекрухою ерцгерцогинею Софі і безліччю придворних. Оскільки ерцгерцогиня вважає, що імператриця ще дуже юна, і не може сама приймати правильні рішення, то вона бере на себе перевиховання імператриці. Сіссі вивчає мови, географію та інші науки. Також свекруха приставила до Єлизавети своїх довірених дам і наказала їм доповідати про кожен крок невістки. Тому Сіссі відчуває себе замкнутою в золотій клітці, вона пише батькам: «У мене є все, і немає нічого». І навіть той факт, що Єлизавета багато в чому допомогла встановити дружні стосунки між Австрією та Угорщиною, не може переконати ерцгерцогиню, в тому, що Єлизавета не маленька дівчинка і може сама впорається з обов'язками імператриці. Все ускладнюється з народженням принцеси Софі.
Спочатку все йде добре: Сіссі і Франц ощасливлені появою первісточки, але і тут втручається ерцгерцогиня. Вона вирішує, що Єлизавета дуже юна для ролі матері, і відбирає у неї дочку. Франц вирішує не суперечити своїй матері, і тоді Сіссі їде до своїх батьків у Поссенгофен. Там вона все розповідає своєму батькові. Тимчасом Франц вирішує силою повернути Сіссі, оскільки життя нарізно з чоловіком неприпустиме для імператриці. Однак, його рішучість зникла, коли він побачив свою дружину, і вони помирилися. Франц везе Сісі в романтичну поїздку в гори. Там вони дуже щасливі, але після приїзду до Відня проблеми повертаються. Незважаючи на те, що Франц приймає сторону дружини, його мати не погоджується віддати онуку. І тільки мати Сіссі, рідна сестра ерцгерцогині, змогла переконати Софію в тому, що діти повинні жити з батьками, це виявляється дуже до речі, оскільки має відбутися коронація Франца як угорського короля, а без Сіссі угорці не прийняли б нового короля. Фільм завершується сценою коронації Франца, коли угорці вітають нових короля і королеву.

## Актори
- Ромі Шнайдер — імператриця Єлизавета Австрійська, «Сіссі», але пізніше, королева Угорщини.
- Карлгайнц Бем — Його Величність імператор Франц Йосиф I пізніше, король Угорщини.
- Магда Шнайдер — його високість, герцогиня Людовіка Баварська, мати Сіссі і Френсіс, сестра Софії.
- Вільма Дегішер — ерцгерцогиня Софія Баварська, мати імператора і свекруха Сіссі.
- Густав Кнут — герцог Баварії Макс, батько Сіссі і чоловіка Людовіки.
- Вальтер Реєр — угорський граф Дьюла Андраші
- Сента Венграф
- Йосип Мейнрад — а майор Майор Бьокль.
- Іван Петрович — д-р Макс Фальк.
- Елена Лаутербек, графиня Естерхазі
- Еріх Ніковіц — ерцгерцог Френсіс Чарльз Австрійський
- Ганс Циглер — д-р Шеєбургер.
- Карл Фоглер — граф Грюн.

## Трилогія
Фільм є другою частиною трилогії про австрійську імператрицю режисера Ернста Маришка з участю Ромі Шнайдер та Карлагайнца Бема. Попередній фільм «Сіссі», наступний «Сіссі — складні роки імператриці».